# 和爱藏族乡
和爱藏族乡（藏語：ཧོའ་ཨེ་བོད་རིགས་ཞང་།，威利转写：ho'e bod rigs zhang），是中华人民共和国四川省凉山彝族自治州冕宁县下辖的一个乡镇级行政单位。

## 行政区划
和爱藏族乡下辖以下地区：
和爱村、临江村、大甲村、庙顶村、星火村和拉姑萨村。